# Teddy Gentry
Teddy Wayne Gentry (Fort Payne, 22 gennaio 1952) è un bassista e cantante statunitense.
Egli è principalmente noto come bassista degli Alabama, uno dei gruppi musicali di maggior successo della storia.

## Biografia
Nato in Alabama, fin da piccolo egli coltiva la passione per la musica. Nel 1969 decide di creare un gruppo musicale, in seguito noto come Alabama, assieme ai cugini Randy Owen e Jeff Cook.
Per il gruppo in seguito scriverà numerosi successi come: "How Do I Fall In Love", "Why Lady Why", "My Home's In Alabama", "Fallin' Again", "Give Me One More Shot", "Sad Lookin' Moon" e molti altri. Al 2023, Gentryi prosegue la sua attività concertistica con gli Alabama assieme a Randy.
Ha una moglie di nome Linda Gentry, con lei ha avuto un figlio di nome Josh.